# Liste der Monuments historiques in Touligny
Die Liste der Monuments historiques in Touligny führt die Monuments historiques in der französischen Gemeinde Touligny auf.

## Liste der Immobilien
| Bezeichnung                  | Beschreibung                                                  | Standort                 | Kennzeichnung | Schutzstatus | Datum | Bild           |
| ---------------------------- | ------------------------------------------------------------- | ------------------------ | ------------- | ------------ | ----- | -------------- |
| Château de la Basse-Touligny | Portal bezeichnet 1652; Ende des 19. Jahrhunderts umgestaltet | östlich des Ortes (Lage) | PA08000003    | Inscrit      | 1998  | weitere Bilder |